# Kumihimo

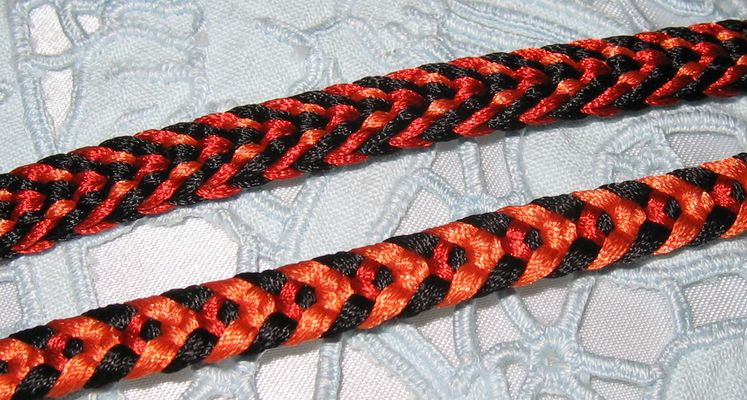
Muestras de trenza kumihimo de Japón.

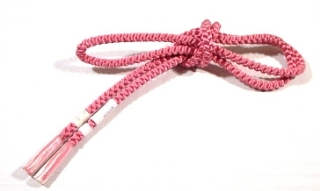
Obijime de seda de tipo redondo.

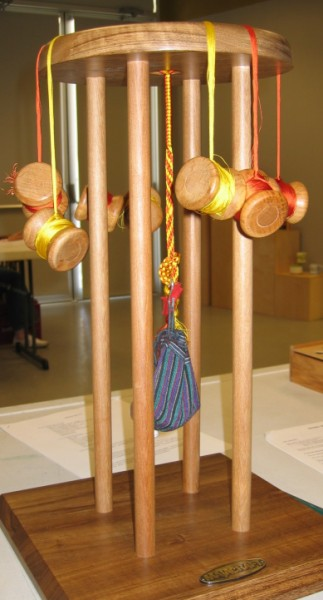
Herramienta para hacer cordones redondos.

Kumihimo (組み紐 "hilos unidos"?) es una forma de trenza japonesa. Mediante esta técnica se fabrican cuerdas y cintas entrelazando hilos.

## Historia
Los cordeles kumihimo fueron creados inicialmente mediante una forma de trenzado manual con lazos. Posteriormente se han empleado herramientas, tales como el marudai y el takadai, para hacer trenzas más complejas en menos tiempo. 
Existen más de 40 formas básicas de trenzar kumihimos, que combinados con diferentes tipos de patrones y formas, pueden alcanzar alrededor de 3000 tipos diferentes. Este trenzado le hacen siete veces más fuertes que los textiles comunes.
Se hicieron populares en Japón y se han utilizado para rituales sintoístas, como cuerda sagrada para marcar lugares especiales como rocas, árboles o promontorios sobre el mar, incluyendo la cuerda que cerraba la cueva a espaldas de Amaterasu o Marcar personas especiales en la vida del promotor del kumihimo. 
Debido a sus cualidades, los kumihimo han sido muy apreciados por la nobleza, como elementos ornamental y símbolo de poder. Su uso histórico más destacado fue por parte de los samuráis tanto como una forma funcional y al tiempo, decorativa para atar su armadura lamelar y las armaduras de sus caballos (barda). Las cuerdas kumihimo se utilizan en la actualidad como lazos en chaquetas haori y obijimes, y también para atar el obi (cinturón del kimono).
Un moderno disco kumihimo hecho de espuma firme pero flexible de plástico con muescas también puede ser utilizado como un marudai portátil. Los discos tienen 32 ranuras que crean la tensión que normalmente se obtiene mediante el tama en un marudai. Los discos son convenientes pero no son tan versátiles como el marudai. En un marudai, se puede utilizar cualquier espesor o cantidad de hilos, pero en un disco sólo se pueden realizar trenzas de hasta 32 hilos. Así mismo el marudai permite fabricar muchos tipos de trenzas, tales como plana, de cuatro lados, y hueca. Existen también tarjetas de espuma rectangulares, especialmente adecuadas para fabricar trenzas planas.

## Kumihimo para principiantes
Hay un número de maneras en que un principiante puede comenzar el trenzado kumihimo. El disco de espuma kumihimo es ligero, portátil y mucho más asequible que el marudai tradicional. Los trenzadores pueden crear trenzas complejas con hasta 24 hilos e incorporar cuentas. Hay muchos tamaños y formas de discos de espuma disponibles. Se recomienda buscar un disco que sea resistente y no se doble fácilmente, de lo contrario el trenzador sentirá una tensión desigual. Algunos discos de espuma también tiene el beneficio añadido de ranuras numeradas, lo que facilita el aprendizaje mediante el uso de instrucciones que numeran los hilos.
El sitio JapaneseBraids.com brinda algunas buenas instrucciones fáciles de seguir acompañadas de diagramas.

## El sistema de calificación Kumihimo
La trenzas kumihimo varían en dificultad, sin embargo, la mayoría se puede lograr con las herramientas e instrucciones adecuadas. En general, existen tres niveles de dificultad: K1 (principiante), K2 (intermedio) y K3 (experto).